# Bull and terrier
Bull and Terrier era una razza canina selezionata nella Gran Bretagna del XIX secolo che funse da base per lo sviluppo dei "Terrier di tipo bull" (razze canine gruppo 3). Si trattava di un ibrido molossoide-terrier ottenuto incrociando l'Old English Bulldog con l'Old English Terrier. Scopo dell'incrocio fu selezionare una nuova razza canina capace di eccellere nel combattimento di cani, nel bull-baiting, rat-baiting e nella caccia.

Il Bull and Terrier fu diretto progenitore delle razze American Pit Bull Terrier, English Staffordshire Bull Terrier, American Staffordshire Terrier, Boston Terrier e Bull Terrier.

## Storia

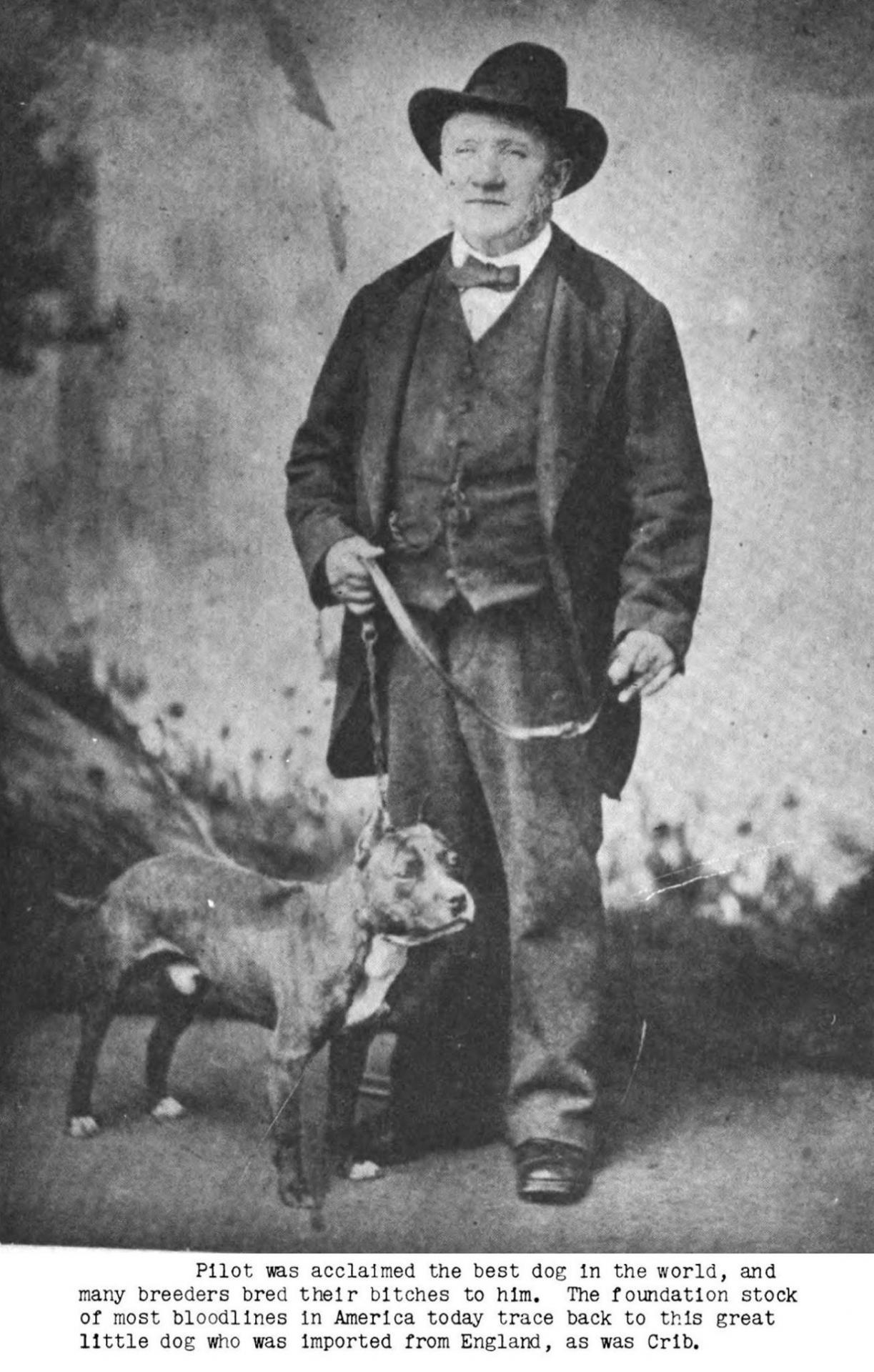
Charlie Lloydd e il cane Pilot (di Walsall). USA, circa 1881.

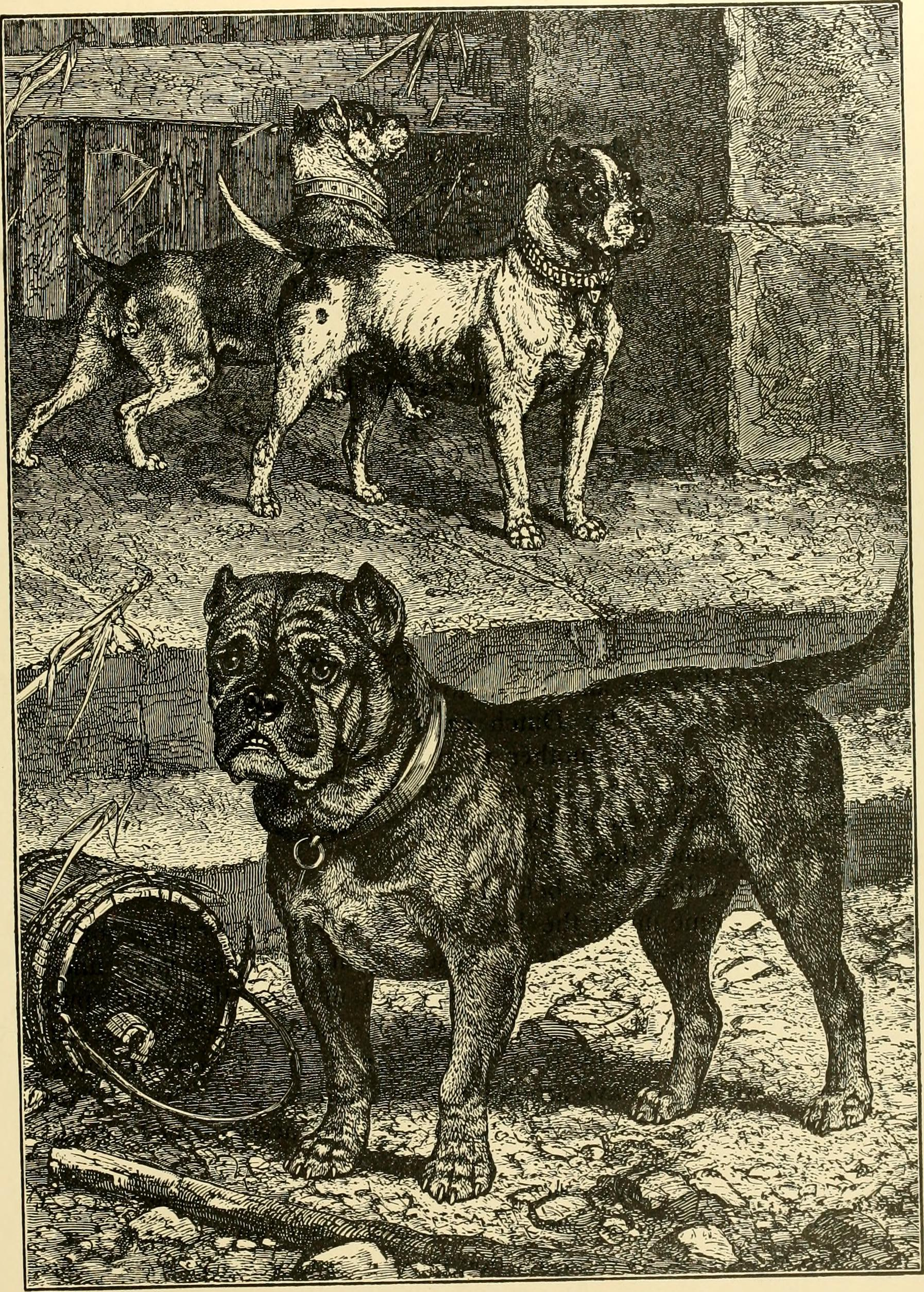
Due cani Bull-and-terrier sullo sfondo e un Old English Bulldog davanti, 1874.

C'erano diverse varietà derivate da questa combinazione tra il Old English bulldog e il terrier, a seconda della regione (città o paese) e dei cani scelti per l'accoppiamento. In Irlanda, hanno usato il vecchio bulldog irlandese con diversi terrier e qualche inserto di levriero incrociato con terrier per la caccia. In Inghilterra c'erano diverse varietà, tra le quali tre divennero note e sopravvissute fino al 1930. Erano di tipo Walsall, che aveva una certa influenza da Whippet; il tipo di Darlaston, che aveva la più grande influenza del sangue del terrier; e il tipo di Cradley Heath, che aveva più sangue di bulldog. Phil Drabble riferì che tra questi tre tipi di Bull and Terrier, il tipo di Cradley Heath fu riconosciuto come razza separata sotto il nome dello Staffordshire Bull Terrier nel 1935, e gli altri tipi gradualmente scomparvero in Inghilterra perché non rispettavano lo standard imposto. Ma decenni prima, nel diciannovesimo secolo, almeno il tipo Walsall era trasportato dagli immigrati negli Stati Uniti, dove serviva come componente importante della base genetica della razza American Pit Bull Terrier attraverso esemplari come il cane Lloyd's Pilot e il Lignaggio di Colby, fortemente combinato con lignaggi irlandesi.
L'anatomia del Bull and Terrier era il risultato di una selezione selettiva per scopi di caccia, combattimento di cani e sport sanguinosi.
Ad oggi, i tre Bull and Terrier più famosi furono:
1. Billy, detentore del record mondiale nel rat-baiting conseguito il 22 aprile 1823 con l'uccisione di 100 ratti in cinque minuti e mezzo;
2. Dustman, campione di combattimento di cani indicato dalla rivista The Sporting Magazine come il prototipo del Bull and Terrier;
3. Trusty, campione di combattimento di cani (104 scontri all'attivo) noto in Inghilterra quanto Napoleone Bonaparte stando al The Sporting Magazine (anno 1804).

### Caccia
Stando a quanto riportato da John Henry Walsh, l'incrocio dei terrier con il bulldog fu dovuto alla necessità di selezionare un cacciatore più tenace al momento dello scontro con la preda

Il terrier utilizzato per la caccia è un piccolo forte ed utile cane, con grande resistenza e coraggio, e con un naso quasi tanto buono quanto quello di un Beagle o un Harrier. Dato il suo coraggio superiore quando incrociato con il Bulldog, cosa che vale per la maggior parte dei terrier da preda, viene utilizzato per uccidere prede il cui morso farebbe desistere uno Spaniel o un Beagle ma che ha solo l'effetto di rendere il terrier ancor più determinato nel perseguire il suo scopo.

### Combattimento di cani

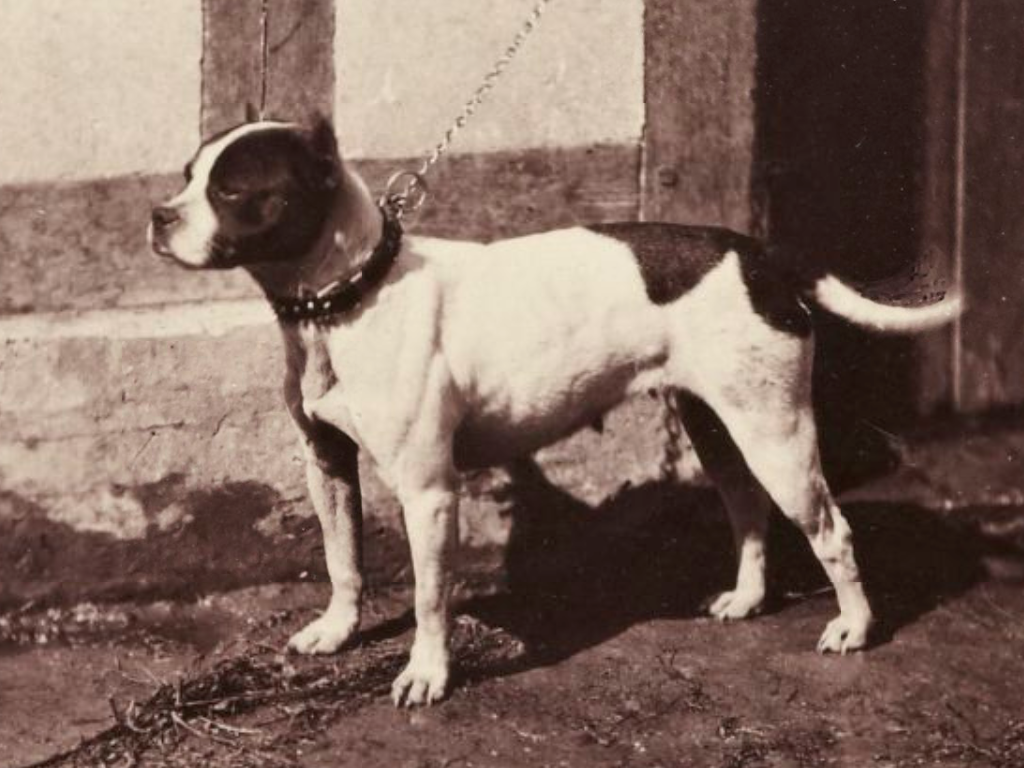
"Bull-Terrier" (Bull and Terrier). Parigi, 1863.

La riproduzione tra bulldog e terrier ha prodotto un cane che non apparteneva più a nessuna razza della sua base. La nuova razza si chiamava Bull and Terrier. Con attributi come ferocia, aggressività e intelligenza, c'erano pochi compiti di combattimento in cui questi cani non potevano esibirsi meglio di altre razze di quei tempi.
Nel 1835, con il divieto di sanguinosi sport per animali (Bull-baiting), il bulldog fu messo a rischio di estinzione; Tuttavia, mentre le leggi contro i tori e gli orsi da combattimento venivano applicate, i combattimenti tra cani fiorivano segretamente, quindi il Bull-Terrier prosperò.